# Siegfried Müller
Pour les articles homonymes, voir Müller.
Siegfried Müller, né le 26 octobre 1920 à Crossen-sur-l'Oder (aujourd'hui Krosno Odrzańskie, en Pologne), mort d'un cancer le 17 avril 1983 à Boksburg (Afrique du Sud), également connu sous le nom de Kongo Müller est un officier allemand, qui a combattu dans la Wehrmacht pendant la Seconde Guerre mondiale, puis comme mercenaire aux côtés du major Mike Hoare pendant la crise congolaise.

## Biographie
Après avoir été dans les Jeunesses hitlériennes et avoir travaillé dans le Reichsarbeitsdienst, Siegfried Müller est mobilisé dans la Wehrmacht en 1939, participe aux campagnes de Pologne, de France, puis de Russie. Il finit la guerre avec le grade de lieutenant, et est fait prisonnier par les troupes américaines.
Libéré en 1947, il travaille dans un Civilian Labor Group (en) de l'US Army ; il devient lieutenant dans l'unité de sécurité d'un CLG. Refusé dans la Bundeswehr en 1956, il trouve du travail chez British Petroleum, comme démineur travaillant sur les champs de mines posés par l'Afrika Korps dans le Sahara pendant la Seconde Guerre mondiale. 
En 1962, il émigre en Afrique du Sud, où il est recruté comme mercenaire avec le grade de lieutenant, pour combattre dans la crise congolaise. Avec ses quarante-quatre ans, il est le plus âgé des soldats de Mike Hoare. Il prend le commandement du Commando 52, composé principalement de germanophones, qui prendra une part active pour éviter le massacre des missionnaires africains. Il est successivement promu aux grades de capitaine (après la prise d'Albertville) et de major. 

## Dans les médias et au cinéma
Le fait qu'il arbore sa croix de fer attire sur lui l'attention de journalistes du Time et du Spiegel.
Il apparaît dans le film Africa Addio de 1966 et le documentaire est-allemand Kommando 52, en 1965 ; il est interviewé en 1966 pour le documentaire qui lui est consacré, Der lachende Mann.
Siegfried Müller a inspiré le personnage d'Heinlein dans le livre de Wilbur Smith Dark of the Sun et le film qui en est tiré Le Dernier Train du Katanga.

### Presse
- Gerd Heinemann, reportage paru dans l'hedomadaire d'actualité allemand STERN de septembre 1964.

### Télévision
- Sigfried Ressel, Siegfried Müller, un mercenaire au Congo, reportage diffusé sur ARTE le 2 novembre 2011.